# LIVE UFO
LIVE UFO（ライブ・ユーフォー）は、1993年から1995年までフジサンケイグループ主催で毎年ゴールデンウィークに開催されたイベント。
ここでは、ほぼ同じコンセプトで行われた1996年の『LIVE WORKS』（ライブ・ワークス）についても記す。

## 概要

### グループ総力を結集
1984年から1992年まで、東京都渋谷区の国立代々木競技場近辺でゴールデンウィーク期間に開催されていた「国際スポーツフェア」を引き継ぐかたちで1993年の同時期に開始された。
フジテレビジョン事業局が中心になり様々な企画、制作が行われ、各種大手メーカーをスポンサーとした多数の各種イベントパビリオンが出品されたほか、大手食品メーカーがスポンサーとなったフードコート、このイベントのために約1億円で購入したメリーゴーラウンドを中心に、K-1やシルク・ドゥ・ソレイユの公演、第一・第二体育館でのコンサートなどの各種興行や『森田一義アワー 笑っていいとも!』の公開生放送も行われた。
フジテレビジョンのテレビ番組やニッポン放送のラジオ番組、扶桑社の雑誌などのフジサンケイグループの各メディアを使った事前告知を活発に行ったほか、会期中もバラエティ番組やニュース番組の中で生放送を使った告知を行うなど、知名度は高かったものの、集客数は当初予想を大きく下回った上、バブル経済崩壊後の不況で、各イベントパビリオンへのスポンサー獲得が難航したことなどから、第3回の1995年を最後に開催が中止された。

### 新入社員研修
このイベントは4月の新入社員の入社直後に行われるために、フジサンケイグループ各社の新入社員があらゆるイベントパビリオンで研修生として働くなど、新入社員研修の一環という意味合いもあった。

### 終焉とその後
1996年のゴールデンウィーク期間中にはLIVE UFOを発展解消した『LIVE WORKS』と題して、国立代々木競技場や渋谷周辺などの各所でスポーツ・ライブ系のイベントが開催された。また、1997年にはフジテレビの河田町から台場への本社移転を契機として、フジテレビ主催によるGWイベントも同年に代々木から撤退した。
フジテレビの台場移転後、GW期間のイベントは1998年の「フランスまつり」などを経て、2005年 - 2008年の4年間「お台場学園〜文化祭〜」が開催された。以後も様々なイベントを経て、2014年より新たに「春フェス」が開催されている。
なお、台場移転初年度となった1997年夏に、移転後初の本格イベントとして「お台場Do Donpa!」が開催された（7月19日 - 8月8日）。その後も、夏休みに地方や郊外からお台場に観光に来る観光客の取り込みが可能なことや、1995年当時と比べネットをはじめとした口コミや安定した収益・顧客数が見込めること、自社敷地内を使用できることなどから、開催は妥当と判断され引き続き夏のイベントが定着し、2017年現在の「お台場みんなの夢大陸」に至るまで毎年続いている。

## テーマソング・関連イベント
各年度のライブ公演に関しては、大阪公演・名古屋公演も「LIVE UFO協賛企画」として開催されており、公演日が東京より先行する場合でもチケットをLIVE UFOの入場券として使用できるようになっていた。なお、ライブの模様はフジテレビにおいて後日放送されている（1995年はNHK衛星第2テレビジョンで放送）。1993年と1994年はハイビジョンの映像が残されており、1993年は2012年にBlu-rayソフト化、1994年は2023年にフジテレビTWOにて約30年ぶりにハイビジョン画質で再放送された。